# Walter Hübenthal
Walter Hübenthal (* 21. September 1927 in Wesermünde; † 21. Mai 2017 in Bremerhaven) war ein deutscher Kaufmann sowie Politiker (SPD) und er war für Bremerhaven Mitglied der Bremischen Bürgerschaft.

## Biografie

### Familie, Ausbildung, Beruf
Hübenthal war seit 1949 als kaufmännischer Angestellter der Kajeanstalt in Bremerhaven der späteren Bremer Lagerhausgesellschaft (BLG) tätig. Er wurde 1967 Abteilungsleiter Verkehr, Werbung, Organisation und Schadenbearbeitung der Kajeanstalt sowie 1971 Abteilungsleiter für Stückgut der BLG und 1978 Hauptabteilungsleiter Vertrieb und Import. Im September 1992 beendete er seine Tätigkeit bei der BLG. Er wurde dann Generalbevollmächtigter der Außenwirtschaftsförderungsgesellschaft Bremen Business International (BBI).

Er war verheiratet und hatte Kinder.

### Politik
Er war Mitglied der SPD.

Von 1967 bis 1970 war er Mitglied der 7. Bremischen Bürgerschaft und Mitglied verschiedener Deputationen u. a. für die Häfen und im Untersuchungsausschuss zum Baulandskandal. er schied aus beruflichen Gründen aus. Ihm folgte Karl Eggers als Abgeordneter. In der Bürgerschaft setzte er sich u. a. ein für den Ausbau der Häfen in Bremerhaven.